# Siemowit
Siemowit (vagy Ziemowit) Piast és Rzepicha fia volt, egyike a négy mondabeli Piast hercegnek, a Piast-dinasztia alapítóinak. Történetét Gallus Anonymus Lengyel krónikája őrizte meg.
A 9. században lett a Polan törzs hercege, miután apja elűzte a legendabeli Popiel herceget, akit a monda szerint az egerek ettek meg. Siemowitot, a fiát, Lestkót és az unokáját, Siemomysłt egyedül Gallus Anonymus említi a korai krónikások közül.
Gallus Anonymus krónikája azonban évszázadokkal később született, ezért komoly  kételyeket vet fel, vajon a nevek hitelesek-e, vagy hogy a hercegek egyáltalán léteztek. Az is lehetséges, hogy valós alakok voltak és I. Mieszko ősei, de valójában nem uralkodók.